# دربرهو
دربرهو، روستایی از توابع بخش مرکزی شهرستان بندرعباس در استان هرمزگان ایران است.

## جمعیت
این روستا در دهستان ایسین قرار دارد و براساس سرشماری مرکز آمار ایران در سال ۱۳۸۵، جمعیت آن زیر سه خانوار بوده‌است.